# Campionat britànic de trial 1955
La temporada de 1955 del Campionat britànic de trial fou la 6a edició d'aquest campionat, organitzat per l'ACU. El calendari oficial constava de 31 proves puntuables.

## Classificació final
| Posició | Pilot             | Motocicleta    | Punts |
| ------- | ----------------- | -------------- | ----- |
| 1       | Gordon Jackson    | AJS            | 88    |
| 2       | Jeff Smith        | BSA            | 83    |
| 3       | John Brittain     | Royal Enfield  | 76    |
| 4       | J. Houghton       | ?              | 63    |
| 5       | Gordon McLaughlan | Matchless      | 57    |
| 6       | Brian Povey       | James?         | 52    |
| 7       | John Giles        | Triumph?       | 48    |
| 8       | Arthur Stirland   | Greeves?       | 47    |
| 9       | Tom Ellis         | BSA            | 41    |
| 10      | Pat Brittain      | Royal Enfield? | 40    |